# 플루크 (기업)
플루크 코퍼레이션(영어: Fluke Corporation)은 미국의 계측기 브랜드로, 전자/전기 계측기를 포함한 산업용 테스트 장비 제조 업체이다. 특히 엄격한 품질과 함께 휴대성, 내구성, 정확성 및 안전성에 있어 세계적으로 유명하고 인정받는 브랜드이다.
플루크는 미국 워싱턴 에버렛에 본사를 두고 있는 다국적 기업이며, 미국, 영국, 중국 및 네덜란드에서 제조를 하고 있고, 유럽, 북미, 남미, 아시아 및 호주에서 판매 및 서비스를 제공하고 있다. 현재 100여개국 이상에서 판매되고 있고, 약 2,400명의 직원이 있다. 산업 시설의 설치, 유지보수부터 정밀 측정과 품질관리에 이르기까지 다양한 분야와 산업에서 쓰이고 있다.
일반 고객뿐만 아니라 기술자, 엔지니어, 각종 전자기기와 의료기기 제조업체, 컴퓨터 네트워크 전문가 등이 신뢰하면서 사용하는 제품으로 알려져 있다.

## 사업 내용

### 플루크 제품군
플루크의 제품 라인은 각 전문 분야에서 다양하게 사용되고 있다.

### 산업/전자 계측 및 유지보수
디지털 멀티미터, 전기전력 분석기, 열화상 장비, 절연 저항 테스터, 액세서리 등

### 전기 및 온도
거의 대부분의 주거, 산업, 공장 및 상업용 건물의 유지보수와 서비스 및 설계와 관련된 전기 기술자, HVAC/R 기술자, 공장 엔지니어 및 전력 품질 컨설턴트가 플루크 전문 테스트 장비를 사용하고 있다. 전지 테스터, DMM(디지털 멀티미터), 클램프 미터, 단상 및 3상 전력 품질 미터, 전류 클램프, 열화상 장비, 디지털 온도계, DMM 액세서리등 플루크 제품은 일상적으로 발생하는 문제해결과 전기 시스템, 전기 전력 시스템, HVAC/R 시스템 및 관련 장비의 유지보수를 위해 설계되었다.

### 교정(Calibration)
플루크는 이 분야에서도 막강한 파워를 가지고 있는데, 2000년 초반에 Wavetek Wandell Goltermann의 정밀 측정 분야를 인수해서 전기 교정 시장에서의 1위 자리를 더욱 공고하게 다졌다. 그 후 Hart Scientific 및 DH Instruments를 인수해서 온도 및 압력교정 제품군을 추가했다.

### 네트웍스(Networks)
플루크는 IT시장에서도 제품을 판매하고 있는데, 기업 및 통신사를 위한 네트워크 설치, 모니터링 그리고 분석 분야의 솔루션을 제공하고 있다.

## 사진

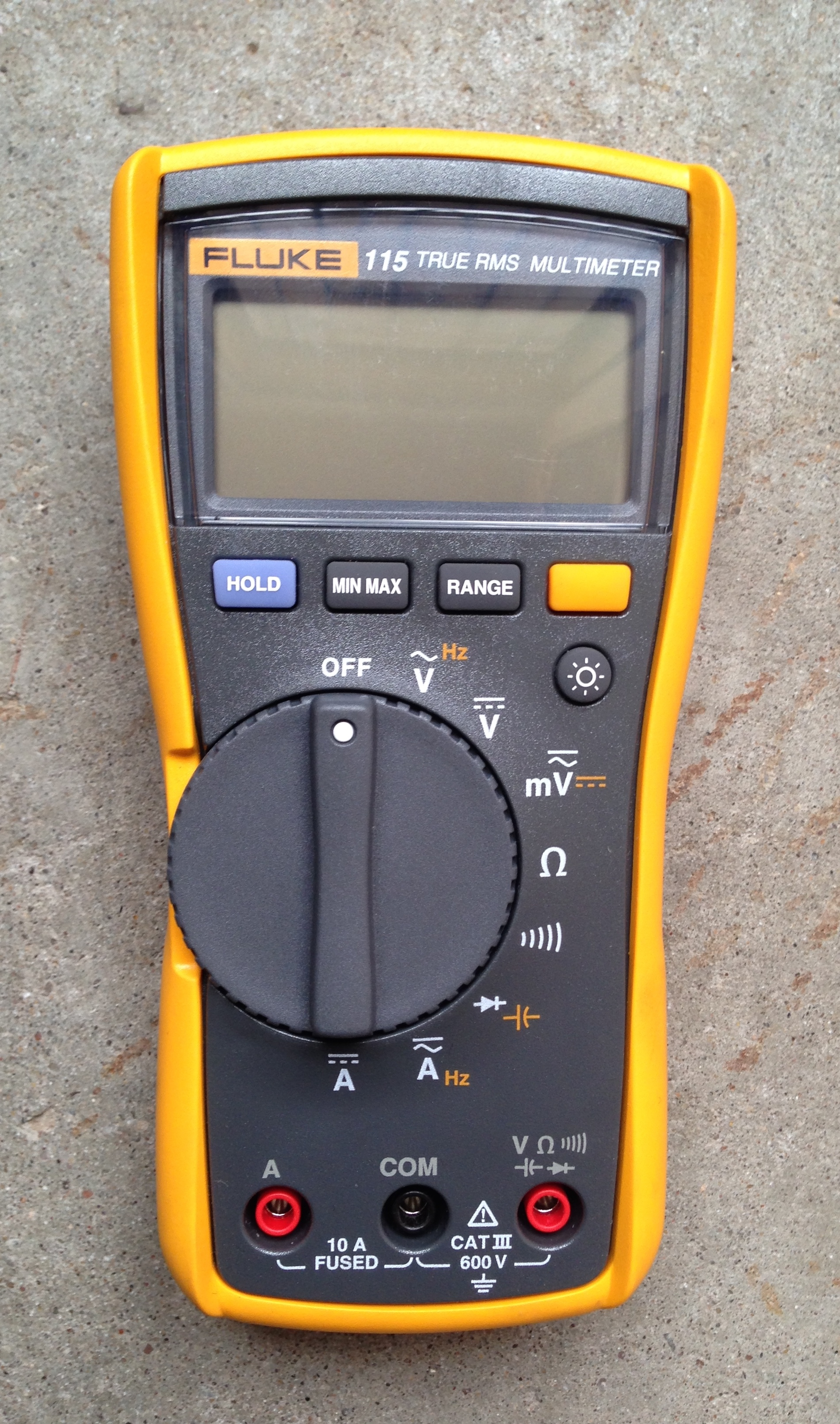
A Fluke 115 multimeter.
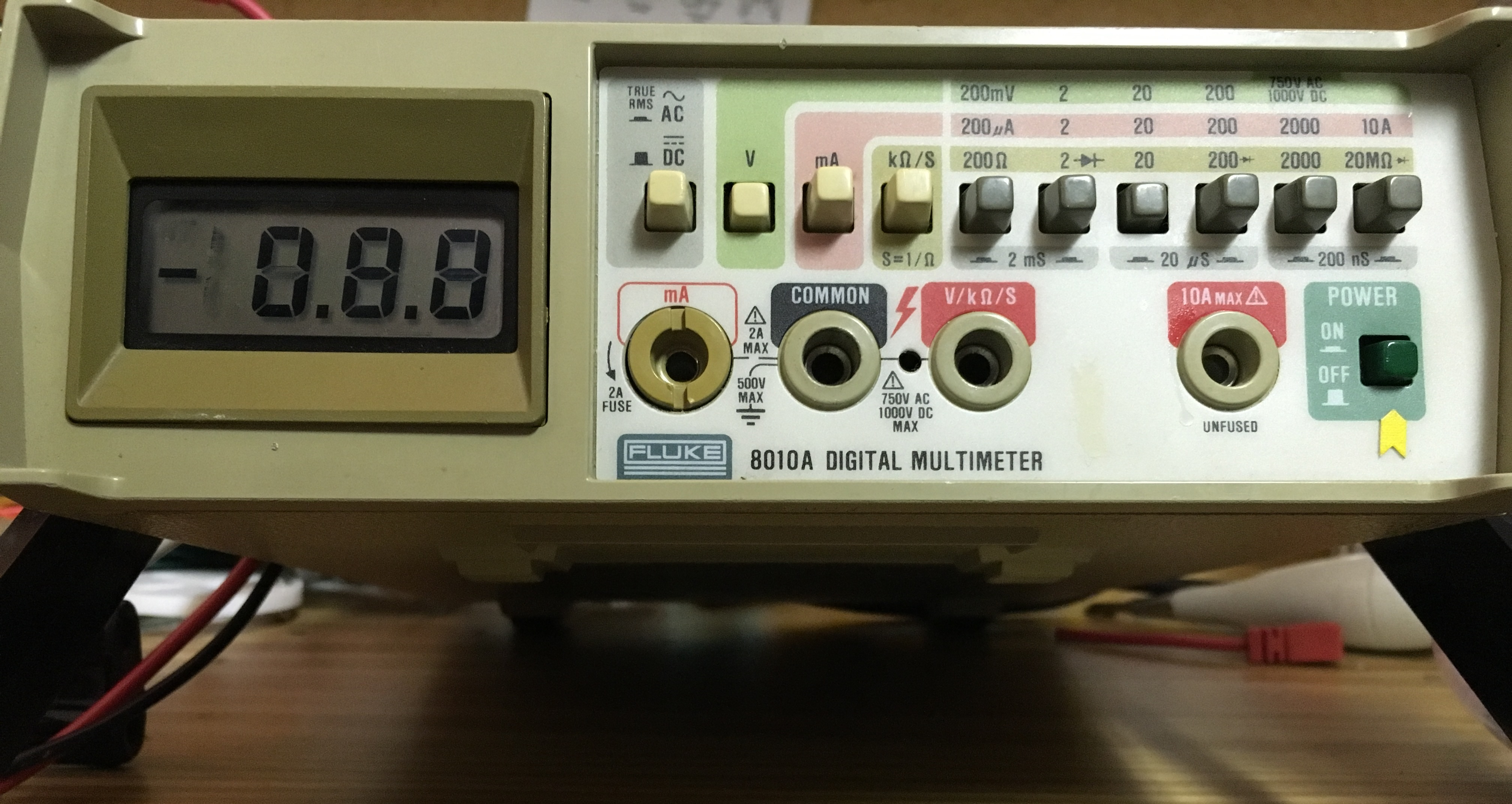
A Fluke 8010a bench multimeter
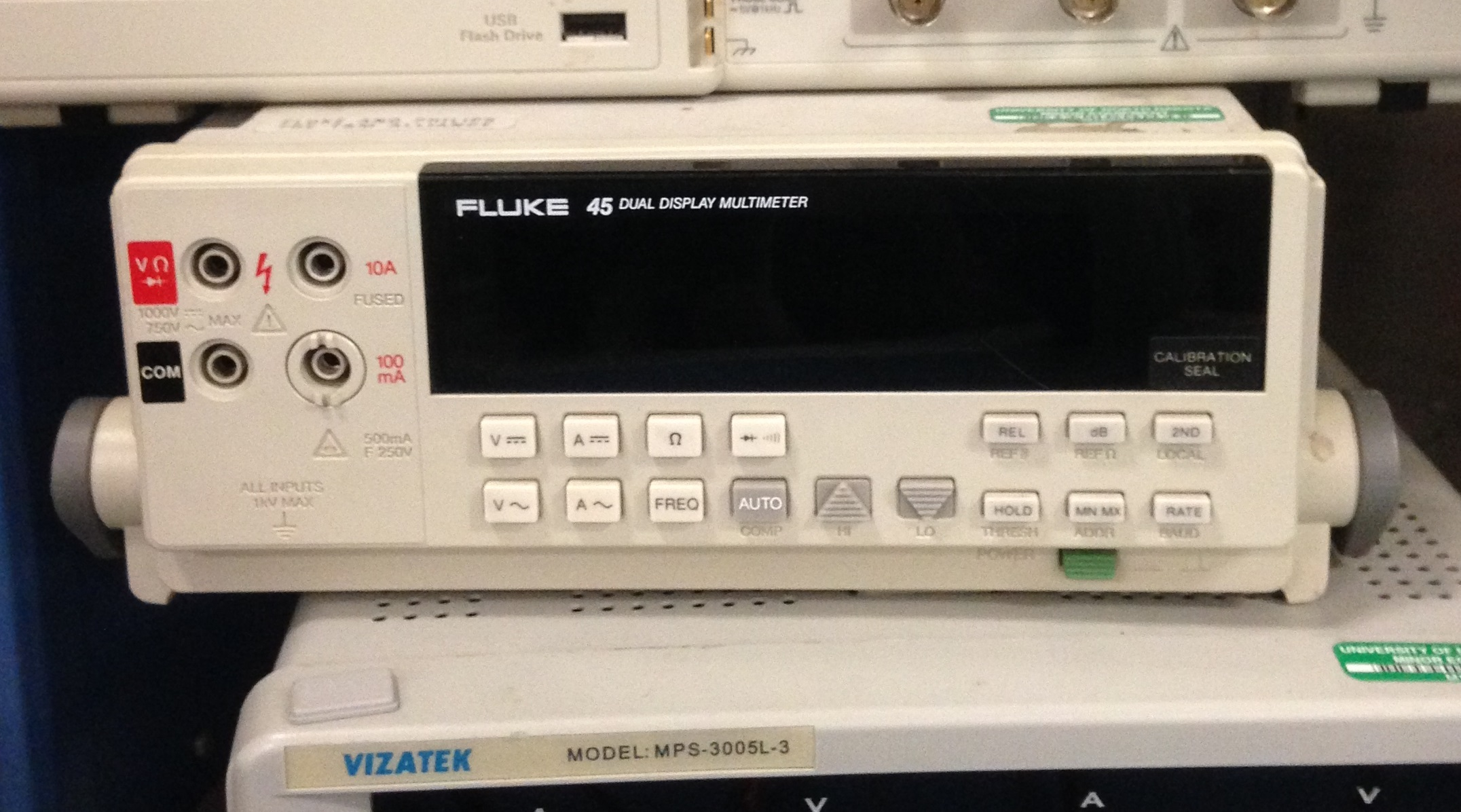
A Fluke 45 Dual Display bench multimeter
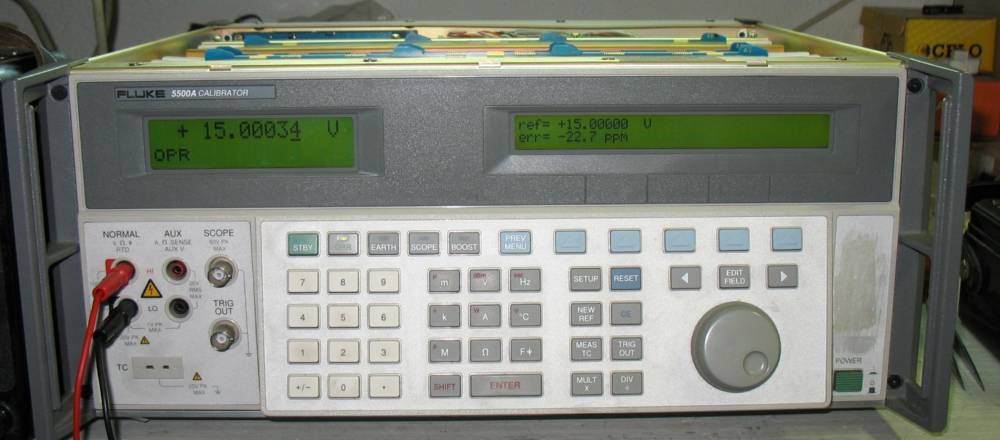
A Fluke 5500 calibrator
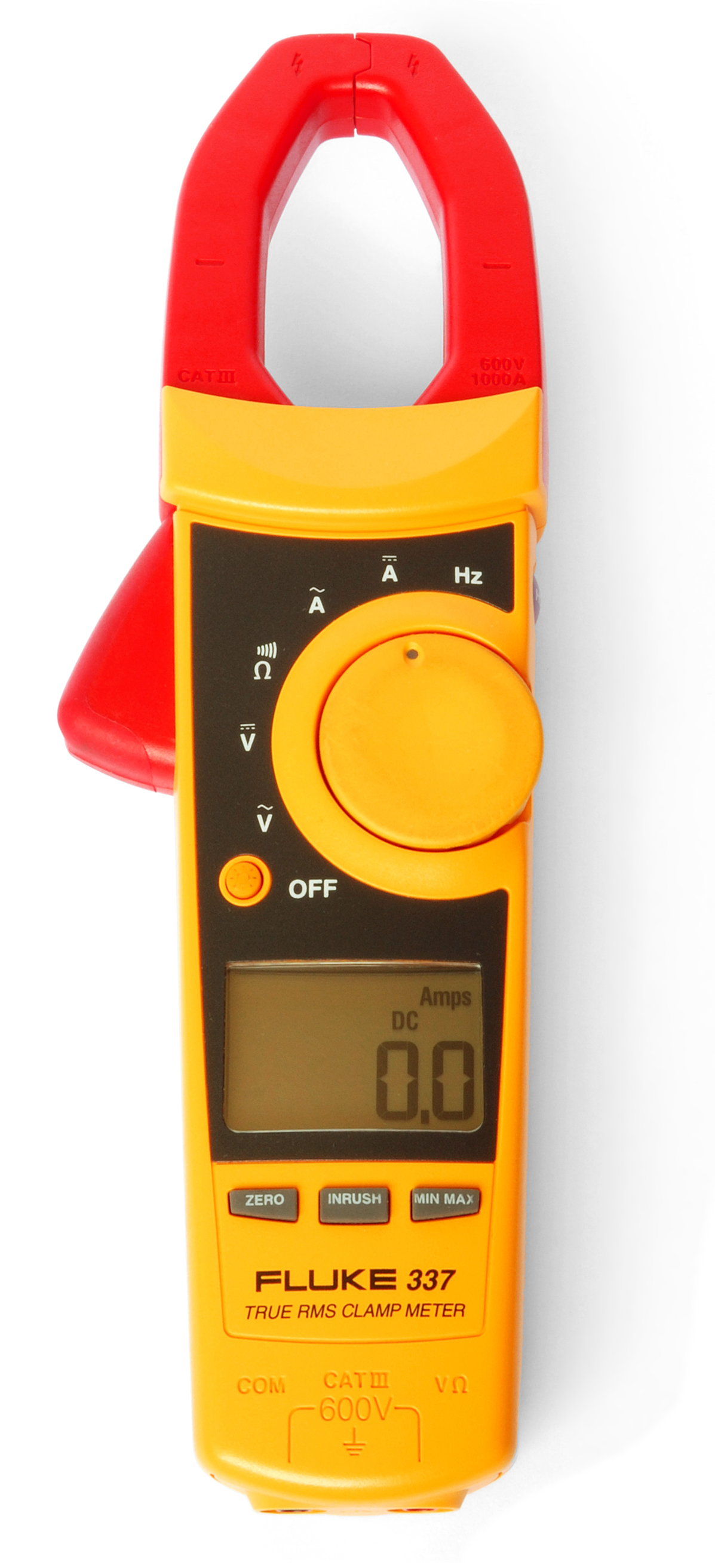
A Fluke 337 clamp multimeter
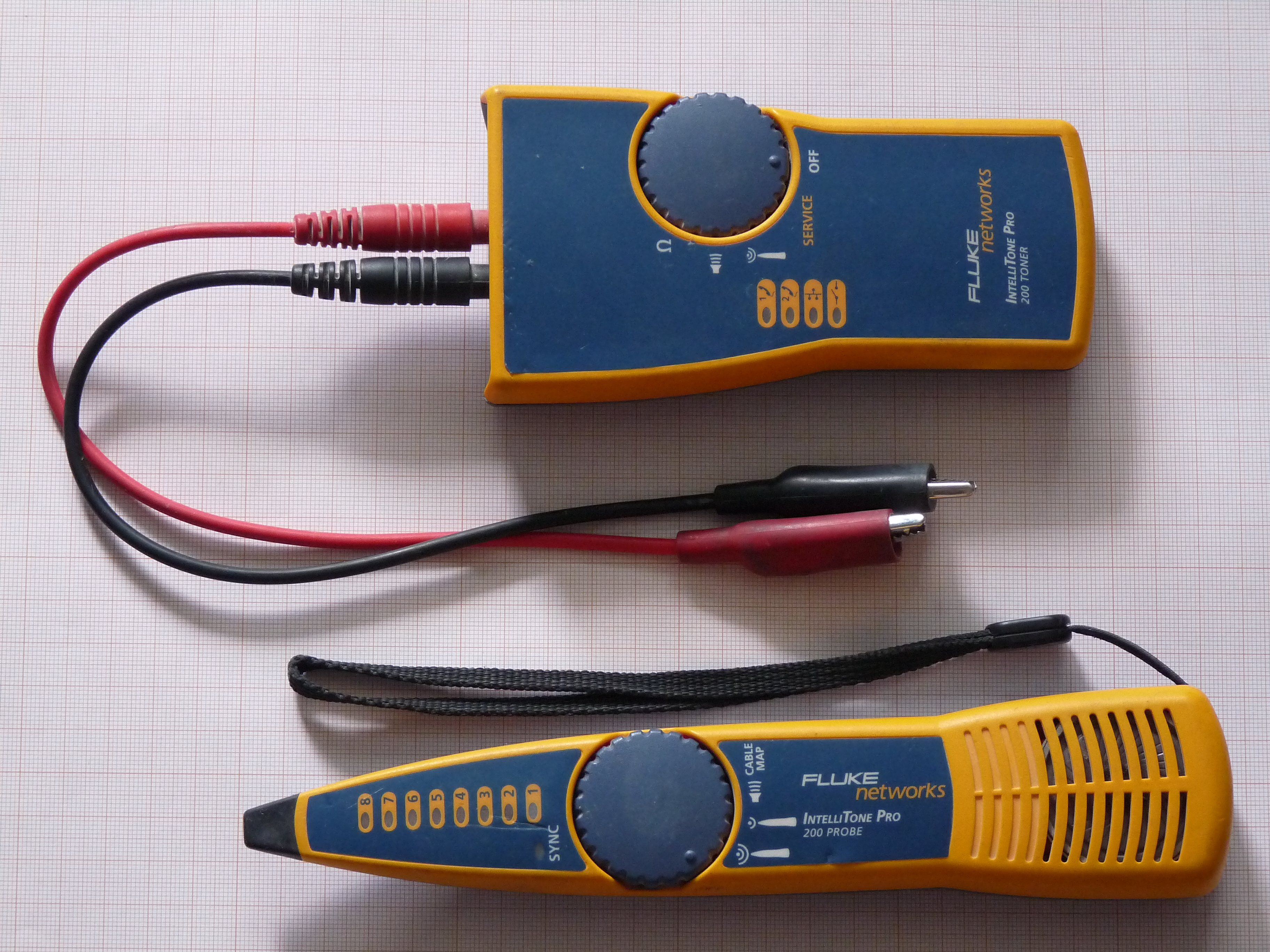
The Fluke Networks IntelliTone Pro LAN probing kit